# حندقوق أبيض

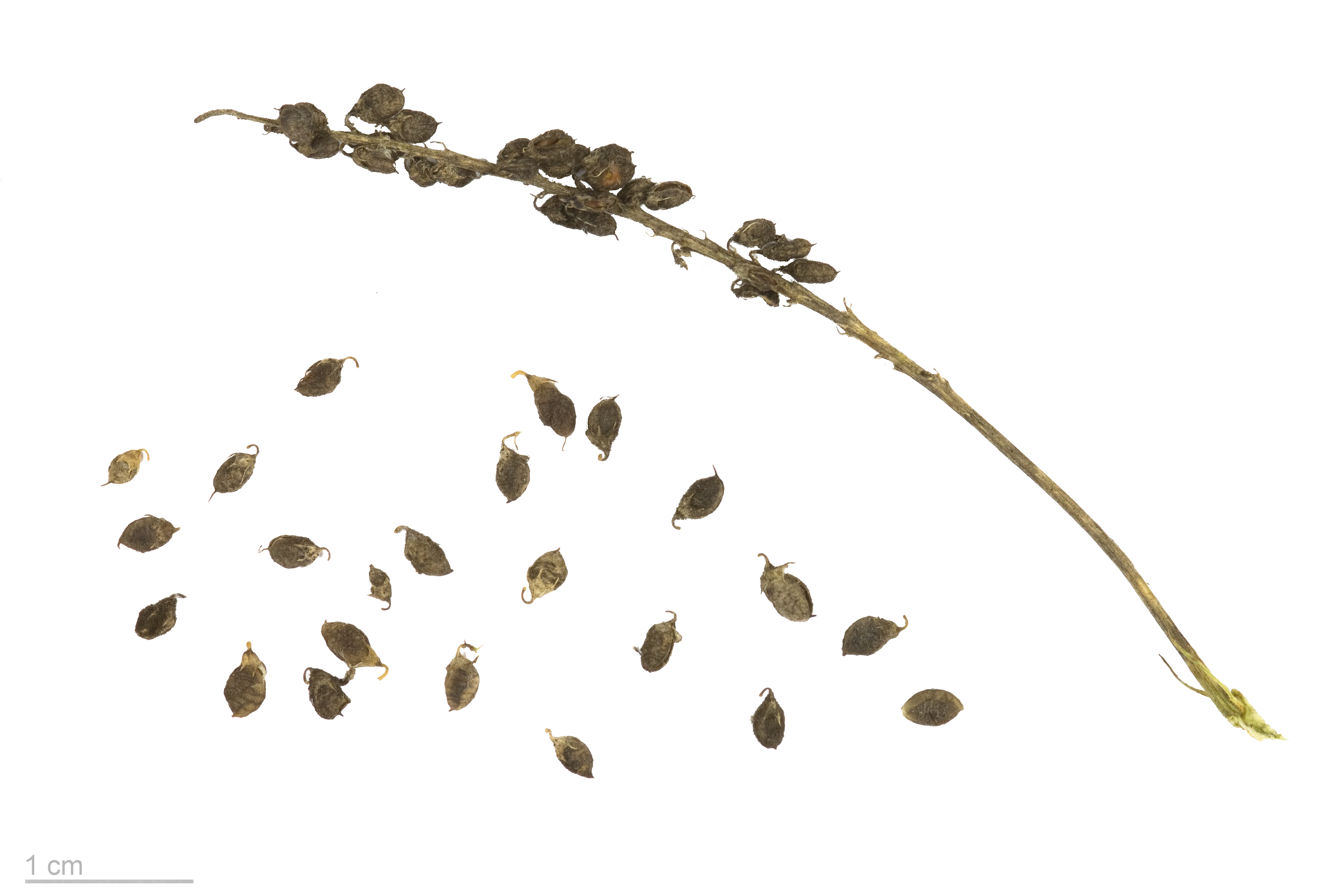
Melilotus albus

الحندقوق الأبيض أو ريمان نوع نباتي ينتمي إلى جنس الحندقوق من الفصيلة البقولية واسمه (باللاتينية: Melilotus albus). هو أحد محاصيل الأعلاف.

## الوصف النباتي
الحندقوق نبات ثنائي الحول. الورقة مكونة من ثلاث وريقات مسننة الحافة بشكل كامل.
يدخل في تكوين بهارات المنسف عند الأردنين كعنصر أساسي.

## البيئة والانتشار
موطنه بلاد الشام ومصر والمغرب العربي وكل مناطق حوض البحر الأبيض المتوسط تقريبا.

## مرادفات للاسم العلمي
- (باللاتينية: Trifolium indicum)